# Río Palizada
El río Palizada es un río en México. Es distribuidor del río Usumacinta. Se bifurca desde el bajo Usumacinta y fluye hacia el noreste, desembocando en un complejo de lagunas (Viejo, Santa Gertrudis y El Vapor) conectadas a la Laguna de Términos, una laguna costera del Golfo de México.
La Palizada proporciona aproximadamente el 75% del aporte de agua dulce a la Laguna de Términos. El caudal del río varía según las estaciones, generalmente es mayor durante octubre y noviembre y disminuye de diciembre a junio. La Palizada es una fuente importante de nutrientes para los humedales y lagunas adyacentes.
El Palizada fluye a través de los Pantanos de Centla, un gran bosque pantanoso de agua dulce inundado estacional y permanentemente. A medida que se acerca a la Laguna de Términos, el agua dulce y salada se mezclan, sustentando los extensos manglares. Los manglares a lo largo de la parte baja de Palizada son los más altos y mejor desarrollados de la región, con árboles que alcanzan hasta 30 metros de altura.